# Emanuel Chvála

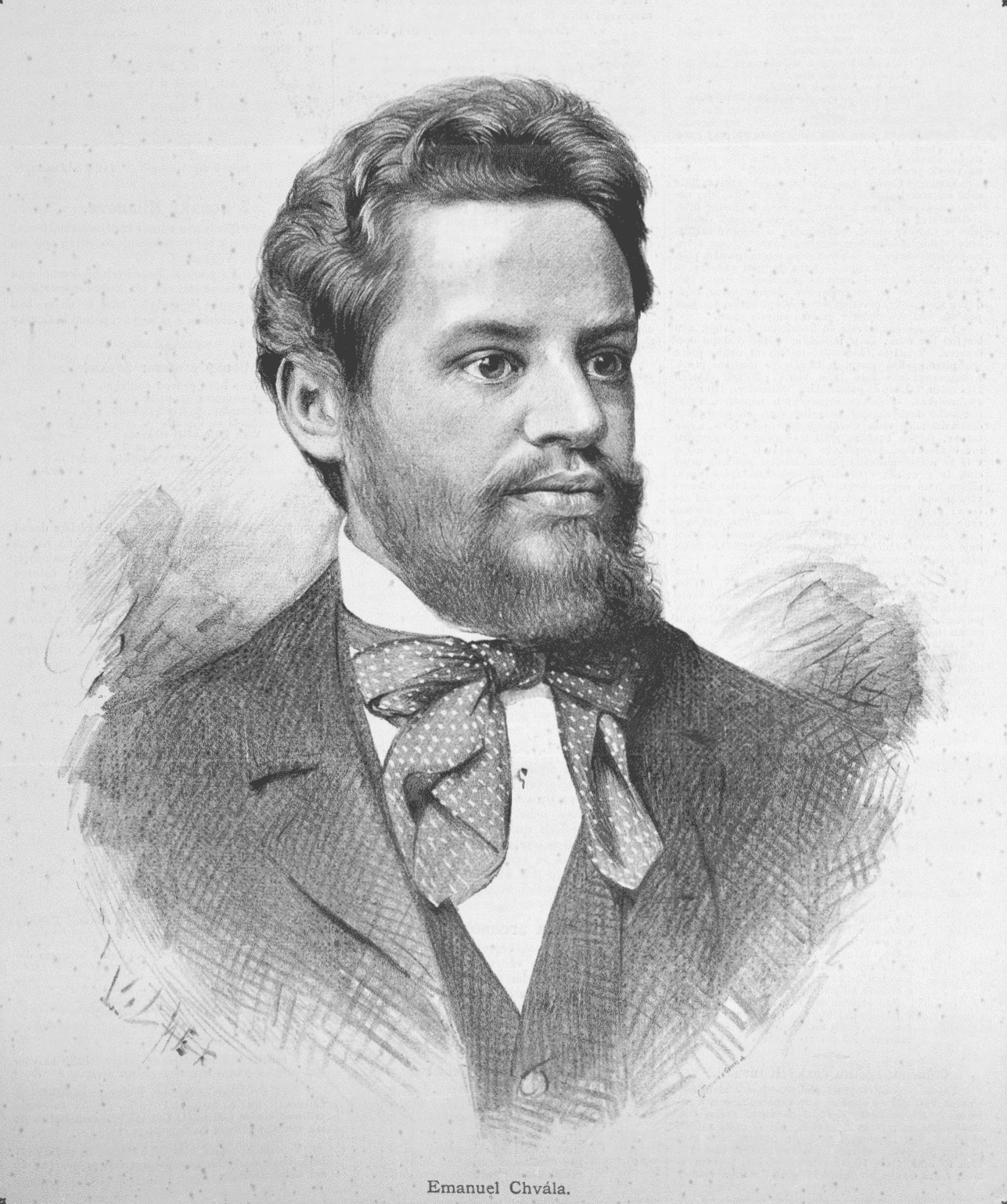
Emanuel Chvála (1889)

Emanuel Chvála (* 1. Januar 1851 in Prag; † 28. Oktober 1924 ebenda) war ein tschechischer Komponist und Musikschriftsteller. Von seinem Hauptberuf war er Oberinspektor der österreichischen Bahnen.

## Leben und Werk
Emanuel Chvála absolvierte zunächst ein Ingenieurstudium. Im Bereich der Musik war er gleichzeitig Schüler von Josef Förster und Zdeněk Fibich. Emanuel Chvála war Mitglied der Franz-Josef-Akademie.
Er komponierte die Oper Záboj (Text von Jaroslav Vrchlichý, 1907, Prag 1918), eine Sinfonietta und weitere Orchesterwerke, zwei Streichquartette, ein Klavierquintett, ein Klaviertrio, Violinstücke, Klavierstücke, Lieder und Chöre.
Als Musikreferent schrieb er für die Zeitschriften Dalibor, Lumír, Politik und Národní politika. Darüber hinaus verfasste er Ein Vierteljahrhundert böhmischer Musik (Prag 1887). In seiner Musikpublizistik förderte er die Musik von Fibich, Antonín Dvořák, Josef Suk und Vítězslav Novák.